# José Luis Rubiera
José Luis Rubiera Vigil, vaker Chechu Rubiera genoemd, [uitspraak: 'tʃɪtʃu 'rubjɛirɑ] (Gijon, 27 januari 1973) is een voormalig Spaans wielrenner. Hij was een goede klimmer en een belangrijke helper van Lance Armstrong en Roberto Heras bij US Postal en Kelme.

## Carrière
Rubiera werd beroepswielrenner in 1994 en reed vanaf het seizoen daarop bij Kelme. Hij brak door in 1997 tijdens de Ronde van Italië, toen hij een rit won en tiende werd in het eindklassement. 
Rubiera moest het vooral van Grote Rondes hebben: zo werd hij een jaar later nog eens dertiende in de Giro en het jaar daarop zesde in de Ronde van Spanje. In 2000 won Rubiera opnieuw een Giro-rit en werd achtste in de eindstand. 
Aangezien Chechu, zoals zijn bijnaam luidt, weinig won, koos hij eieren voor zijn geld en verkaste het seizoen daarop naar US Postal, waar hij in dienst ging rijden van Lance Armstrong en Roberto Heras. Zijn voornaamste resultaat sindsdien is de zevende plaats in de Vuelta van 2001. 
Rubiera reed ook zes keer de Ronde van Frankrijk, waarin hij vele (klim)kilometers kopwerk verzorgde voor Armstrong. Twee negentiende plaatsen zijn zijn voornaamste resultaten in het eindklassement.
In het najaar van 2010 kondigde hij aan dat het zijn laatste seizoen als profwielrenner zou zijn.

## Belangrijkste overwinningen
1997
- 19e etappe Ronde van Italië

1998
- Subida al Naranco

1999
- 1e etappe Volta ao Alentejo
- Eindklassement Volta ao Alentejo

2000
- 1e etappe Ronde van Italië (ploegentijdrit) met Óscar Sevilla, José Castelblanco, Félix Cárdenas, José Enrique Gutiérrez, Juan José de los Ángeles, Ricardo Otxoa, José Javier Gómez en Ángel Vicioso
- 13e etappe Ronde van Italië
- Subida al Naranco

2003
- 4e etappe Ronde van Frankrijk (ploegentijdrit) met Manuel Beltrán, Roberto Heras, George Hincapie, Vjatsjeslav Jekimov, Floyd Landis, Pavel Padrnos en Víctor Hugo Peña

2004
- 4e etappe Ronde van Frankrijk (ploegentijdrit) met José Azevedo, Manuel Beltrán, Vjatsjeslav Jekimov, Floyd Landis, Benjamin Noval en Pavel Padrnos

2005
- 4e etappe Ronde van Frankrijk (ploegentijdrit) met José Azevedo, Manuel Beltrán, Benjamin Noval, Pavel Padrnos, Jaroslav Popovytsj en Paolo Savoldelli

2007
- 8e etappe Ronde van het Qinghaimeer

2008
- 2e etappe Ronde van Murcia

## Resultaten in voornaamste wedstrijden
| Jaar | Ronde van Italië | Ronde van Frankrijk | Ronde van Spanje |
| ---- | ---------------- | ------------------- | ---------------- |
| 1997 | 10e (1)          |                     |                  |
| 1998 | 13e              |                     | 26e              |
| 1999 |                  | opgave              | 6e               |
| 2000 | 8e (1)           |                     | 11e              |
| 2001 |                  | 38e                 | 7e               |
| 2002 |                  | 22e                 | 51e              |
| 2003 |                  | 19e                 | 80e              |
| 2004 |                  | 19e                 |                  |
| 2005 |                  | 35e                 |                  |
| 2006 | 13e              | 91e                 |                  |
| 2007 | 39e              |                     | 86e              |
| 2008 |                  |                     | 22e              |
| 2009 | 49e              |                     | opgave           |

| Jaar | Milaan-San Remo | Amstel Gold Race | Luik-Bast.‑Luik | Ronde van Lombardije | Waalse Pijl |  | WK op de weg |  | Wereldranglijsten |
| ---- | --------------- | ---------------- | --------------- | -------------------- | ----------- |  | ------------ |  | ----------------- |
| 1997 | 136e            |                  |                 |                      |             |  |              |  |                   |
| 1998 | 123e            | 75e              |                 |                      |             |  | 45e          |  |                   |
| 1999 | 119e            | 80e              |                 |                      |             |  | 36e          |  |                   |
| 2000 |                 | 76e              |                 | 36e                  |             |  | 29e          |  |                   |
| 2001 |                 |                  | 109e            |                      |             |  | 56e          |  |                   |
| 2002 |                 | 61e              | 96e             |                      | 84e         |  |              |  |                   |
| 2003 |                 |                  |                 |                      | 80e         |  |              |  |                   |
| 2004 |                 | 32e              | 38e             |                      | 56e         |  |              |  |                   |
| 2005 |                 |                  |                 | 21e                  |             |  |              |  | 165e (UPT)        |
| 2006 |                 |                  |                 |                      |             |  |              |  | 100e (UPT)        |
| 2007 |                 |                  |                 |                      |             |  |              |  |                   |
| 2008 |                 |                  |                 |                      |             |  |              |  |                   |
| 2009 |                 |                  |                 |                      |             |  |              |  |                   |